# Valenciennes
|  | Per a altres significats, vegeu «Achille Valenciennes». |

Valenciennes o Valencianes, és una comuna francesa al departament del Nord i a la regió dels Alts de França. L'any 2006 tenia 43.198 habitants. Està envoltat per dos rius: l'Escaut i la Rhônelle. Limita al nord amb Anzin, al nord-est amb Saint-Saulve, a l'est amb Marly i Saint-Saulve, al sud-est amb Aulnoy-lez-Valenciennes, al sud amb Trith-Saint-Léger, i a l'oest amb La Sentinelle.

## Demografia
| Evolució de la població Ehess i INSEE |        |        |        |        |        |        |        |        |
| 1793                                  | 1800   | 1806   | 1821   | 1831   | 1836   | 1841   | 1846   | 1851   |
| -                                     | 16.918 | 19.016 | 19.906 | 18.953 | 19.499 | 21.343 | 22.040 | 23.263 |

| 1856   | 1861   | 1866   | 1872   | 1876   | 1881   | 1886   | 1891   | 1896   |
| ------ | ------ | ------ | ------ | ------ | ------ | ------ | ------ | ------ |
| 24.229 | 24.966 | 24.344 | 24.662 | 26.083 | 27.607 | 27.575 | 28.700 | 29.912 |

| 1901   | 1906   | 1911   | 1921   | 1926   | 1931   | 1936   | 1946   | 1954   |
| ------ | ------ | ------ | ------ | ------ | ------ | ------ | ------ | ------ |
| 30.946 | 31.759 | 34.766 | 34.425 | 40.023 | 42.359 | 42.564 | 38.684 | 43.434 |

| 1962   | 1968   | 1975   | 1982   | 1990   | 1999   | 2006 | 2011 | 2016 |
| ------ | ------ | ------ | ------ | ------ | ------ | ---- | ---- | ---- |
| 45.379 | 46.626 | 42.473 | 40.275 | 38.441 | 41.278 | -    | -    | -    |

| 2019 | - | - | - | - | - | - | - | - |
| ---- | - | - | - | - | - | - | - | - |
| -    | - | - | - | - | - | - | - | - |

## Història
S'han trobat restes que proven que la ciutat està habitada des del Neolític, però el seu disseny principal data de l'Edat Mitjana. La primera menció escrita a la vila és del 693. Va passar a domini germànic, com altres poblacions de la considerada marca o frontera imperial. La pesta que va sobrevenir en 1008 no va afectar la ciutat, segons tradició local per un cordill que va estendre la Verge Maria. Des de llavors, els habitants de Valenciennes surten en processó un cop l'any per agrair el miracle. La ciutat en aquella època depenia de diversos comtes de la dinastia d'Hainaut.
En el marc de les lluites religioses entre protestants i catòlics, Valenciennes va ser refugi per als perseguits, salvant alguns luterans de morir cremats per la pressió popular, tot i passar a domini espanyol i tenir el catolicisme com a religió oficial. Fins al 1678 no passa definitivament a mans franceses.
A la Revolució Industrial Valenciennes creix de manera espectacular, ja que rep població atreta per les mines de carbó i les fàbriques de lli. Igualment famosa és la seva porcellana, que exporta a tot el país.
La vila pateix l'ocupació militar durant la Revolució Francesa i les dues Guerres Mundials, fet que suposa la destrucció de part dels seus monuments històrics i diversos bombardejos que incendien les cases del centre.
La darrera meitat del segle XX es caracteritza per la reconstrucció i el pes creixent de la seva universitat, que dinamitza la vida cultural de la població i atreu estudiants d'altres ciutats. Econòmicament, és un centre de producció d'automòbils important i una vila amb molts equipaments de telecomunicacions.

## Persones
- Adrià de Montigny (?-1615), pintor
- Edmond Membrée (1820-1882), compositor musical
- André Renard (1911-1962), sindicalista, socialista i federalista belga

## Administració
| Període   | Identitat         | Partit |
| --------- | ----------------- | ------ |
| 1947-1983 | Pierre Carous     | RPR    |
| 1983-1989 | Olivier Marlière  |        |
| 1989-2002 | Jean-Louis Borloo | UDF    |
| 2002-     | Dominique Riquet  | UMP    |

## Cultura
El culte a la Verge Maria ha deixat nombroses esglésies que suposen un atractiu turístic. L'ajuntament i el museu de belles arts, edificis del segle xix, així com les cases senyorials espanyoles renaixentistes completen l'oferta. En 1850 va rebre l'apel·latiu d'"Atenes del Nord" per l'àmplia oferta cultural, centrada en la música i les exposicions.
És el lloc de naixement de Jean Froissart (un cronista medieval), el pintor Antoine Watteau, Louis Cattiaux o Philippa d'Hainaut (qui esdevindria reina d'Anglaterra al segle XIV), entre d'altres.
En aquesta vila, el compositor Peter Philip, va poder publicar l'any 1616, els seus llibres de madrigals i motets Gemmulae sacrae i Les rossignols spirituels.